# Saxifraga styriaca
Saxifraga styriaca är en stenbräckeväxtart som beskrevs av Köckinger. Saxifraga styriaca ingår i Bräckesläktet som ingår i familjen stenbräckeväxter. Inga underarter finns listade i Catalogue of Life.